# Sörnäinen (metropolitana di Helsinki)
Sörnäinen (in finlandese Sörnäisten metroasema; svedese Metrostationen Sörnäs) è una stazione della Metropolitana di Helsinki. Serve i quartieri centrali della capitale finlandese Sörnäinen e Kallio. Dirigendosi verso est, Sörnäinen è l'ultima stazione sotterranea, in quanto la parte orientale della rete è principalmente al livello del suolo (parte della linea Vuosaari è sotterranea).
La stazione fu inaugurata il 1º settembre 1984 ed è stata disegnata da Jouko Kontio e Seppo Kilpiä. Si trova a circa 928 metri da Hakaniemi e a 1.123 metri da Kalasatama. Sörnäinen si trova a 25 metri dal livello del suolo (3 metri sotto il livello del mare).

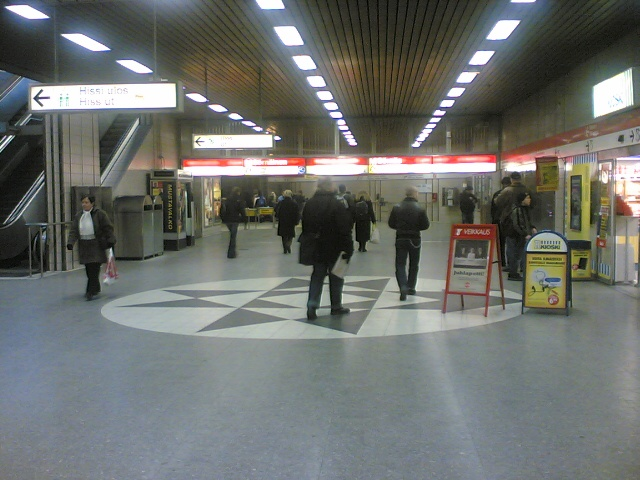
Ingresso della stazione